# Jusqu'en enfer
Pour plus de détails, voir Fiche technique et Distribution.
Jusqu'en enfer ou Malédiction de l'enfer au Québec (Drag Me to Hell) est un film américain réalisé par Sam Raimi, sorti en 2009.
Ce film marque le retour du cinéaste au genre de ses débuts, l'horreur. Il reçoit globalement de bonnes critiques à sa sortie et réalise de bons résultats au box-office. Il obtient notamment le Saturn Award du meilleur film d'horreur.

## Synopsis
À Los Angeles, Christine Brown — responsable de prêts bancaires — est en concurrence avec son collègue Stu Rubin pour être promue au poste de directrice adjointe. Lorsque Sylvia Ganush, une vieille tzigane, lui demande une nouvelle prolongation de son hypothèque, son patron Jim Jacks lui conseille de démontrer qu'elle peut prendre des décisions difficiles. Christine refuse la prolongation malgré les supplications de Mme Ganush. Cette dernière blâme Christine pour l'avoir humiliée et fait le vœu de se venger.
Lorsque Christine se rend au parking pour rentrer chez elle, Mme Ganush, cachée sur le siège arrière, l'attaque dans sa voiture. Christine réussit à la blesser gravement mais Mme Ganush arrache un bouton du manteau de Christine et l'utilise pour jeter une malédiction sur elle. Plus tard, Christine et son petit ami Clay Dalton rencontrent le voyant Rham Jas, qui confirme à Christine qu'elle a été maudite. Le lendemain, à la banque, après avoir eu d'horribles hallucinations, Christine s'en prend verbalement à Stu et a un fort saignement de nez qui asperge son patron de sang. Elle s'enfuit du bureau, et dans la panique, Stu vole un dossier sur le bureau de Christine.
Christine se rend chez les Ganush pour obtenir le pardon de la vieille femme mais découvre que celle-ci est morte. Elle retourne alors voir Rham Jas, qui lui explique qu'elle est hantée par un démon puissant appelé Lamia, qui la tourmentera pendant trois jours avant de l'emmener en enfer pour l'éternité. Il suggère un sacrifice pour apaiser le démon, et Christine sacrifie à contrecœur son chaton. Lors d'un dîner, elle rencontre les parents de Clay pour la première fois. Elle est de nouveau tourmentée par la Lamia par le biais d'hallucinations visuelles et auditives et craque devant eux.
Rham Jas informe Christine qu'une collègue médium, Shaun San Dena, risquera sa vie pour arrêter le démon contre la somme de 10 000 $. San Dena prépare une séance pour piéger l'esprit de la Lamia dans une chèvre et la tuer. Le stratagème réussit mais lorsque Milos, l'assistant de San Dena, tente de tuer la chèvre, l'animal le mord et il devient possédé par la Lamia. San Dena bannit la Lamia de la séance, mais meurt dans le processus. Christine pense que le médium a vaincu la Lamia, mais Rham Jas lui explique qu'elle n'a réussi à chasser l'esprit que jusqu'au lendemain. Puis, il donne à Christine une enveloppe contenant le bouton maudit et lui dit qu'elle peut se débarrasser de la malédiction en donnant le bouton à quelqu'un en cadeau, transmettant ainsi la malédiction à cette personne.
Christine décide de donner l'enveloppe à Stu pour se venger du vol de son travail, mais elle change d'avis après avoir vu à quel point Stu est pathétique. Avec l'aide de Rham Jas, Christine apprend qu'elle peut en faire cadeau à Mme Ganush même si elle est morte. Christine creuse la tombe de Ganush, et après s'être débattue avec le cadavre, lui offre le bouton, coinçant l'enveloppe dans sa bouche juste avant l'aube, mettant apparemment fin à la malédiction.
Christine rentre chez elle et se prépare à rejoindre Clay à la gare pour partir en week-end. Elle reçoit un message de son patron lui disant qu'elle a décroché la promotion après que Stu lui a avoué avoir volé son travail. À la gare, Clay révèle à Christine qu'il a trouvé l'enveloppe contenant le bouton maudit dans sa voiture. Christine réalise alors qu'elle a confondu son enveloppe avec une autre lorsqu'elle l'a accidentellement laissée tomber dans la voiture de Clay la veille et que la malédiction n'a donc pas été levée. Horrifiée, Christine recule et tombe sur les rails. Un train se dirige vers elle, tandis que des mains enflammées se saisissent d'elle et l'entraînent sous terre.

## Fiche technique
- Titre français : Jusqu'en Enfer
- Titre québécois : Malédiction de l'enfer
- Titre original : Drag Me to Hell
- Réalisation : Sam Raimi
- Scénario : Sam Raimi et Ivan Raimi
- Musique : Christopher Young
- Photographie : Peter Deming
- Montage : Bob Murawski
- Décors : Steve Saklad
- Costumes : Isis Mussenden
- Production : Robert Tapert et Grant Curtis
- Sociétés de production : Ghost House Pictures, Buckaroo Entertainment, Curse Productions, Mandate Pictures et Wonderworks Films
- Distribution : Metropolitan Filmexport (France), Belga Films (Belgique), Universal Pictures (Canada, USA)
- Pays de production :  États-Unis
- Langues originales : anglais, hongrois, tchèque
- Format : Couleur - Dolby Digital - SDDS - DTS - 35 mm - 2.35:1
- Genre : horreur, fantastique
- Durée : 99 minutes
- Budget : 30 000 000 USD
- Dates de sortie :
  - États-Unis : 15 mars 2009 (South by Southwest)
  - France : 20 mai 2009 (festival de Cannes 2009) ; 27 mai 2009
  - États-Unis,  Canada : 29 mai 2009
  - Suisse romande : 10 juin 2009
  - Belgique : 24 juin 2009
- Interdit aux moins de 12 ans lors de sa sortie en France

## Distribution
- Alison Lohman (VF : Ingrid Donnadieu ; VQ : Karine Vanasse) : Christine Brown
- Justin Long (VF : Pierre Tessier ; VQ : Hugolin Chevrette-Landesque) : Clay Dalton
- Lorna Raver (VF : Élisabeth Wiener ; VQ : Johanne Garneau) : Sylvia Ganush
- Dileep Rao (VF : Christophe Lemoine ; VQ : Patrice Dubois) : Rham Jas
- David Paymer (VF : Pierre Laurent ; VQ : Luis de Cespedes) : James Jacks
- Adriana Barraza (VF : Ethel Houbiers ; VQ : Hélène Mondoux) : Shaun San Dena
- Reggie Lee (VF : Stéphane Pouplard ; VQ : Alexis Lefebvre) : Stu Rubin
- Chelcie Ross (VF : Jean-Luc Kayser ; VQ : Marc Bellier) : Leonard Dalton
- Molly Cheek (VF : Sylvia Bergé ; VQ : Chantal Baril) : Trudy Dalton
- Bojana Novakovic (VQ : Catherine Hamann) : Ilenka Ganush
- Kevin Foster : Milos
- Joanne Baron (VQ : Bianca Gervais) : la secrétaire de M. Jacks
- Flor de Maria Chahua : Shaun San Dena, jeune
- Octavia Spencer : une femme à la banque
- Art Kimbro : Lamia (voix)
- Ted Raimi : un docteur (caméo)
- Sam Raimi : un fantôme à la séance de spiritisme (caméo)
- Scott Spiegel : un homme qui pleure (caméo)
- Christopher Young : un homme mangeant un cupcake (caméo)
- Bonnie Aarons : la mère gitane

Sources et légende : VF sur RS Doublage et AlloDoublage VQ sur Doublage Québec

## Production

### Genèse et développement
Sam Raimi et son frère Ivan écrivent le scénario au milieu des années 1990, après la production d’Evil Dead 3 : L'Armée des Ténèbres. Ils s'inspirent en partie d'un incident survenu en Oregon en 1996. Sam Raimi songe un temps à proposer la réalisation à Edgar Wright. Mais le Britannique est très occupé par Hot Fuzz et pense que le scénario n'est pas fait pour lui.

### Attribution des rôles
Elliot Page est initialement engagée pour le rôle de Christine, mais il quitte finalement le film pour tourner Bliss (2009). Le rôle revient finalement à Alison Lohman.
Bruce Campbell, ami et fréquent collaborateur de Sam Raimi, devait tenir un rôle dans le film mais il est trop occupé par la série Burn Notice.

### Tournage
Le tournage a lieu à Los Angeles (Everett Street, Chester Place, Union Station, Tarzana, West Hollywood, Sunset Boulevard, Fox Studios, Université d'État de Californie à Northridge) et Pasadena.

## Sortie et accueil

### Critique
Le film reçoit des critiques globalement positives. Olivier Delcroix du Figaroscope est satisfait du ton du film « mêlant avec une évidente jubilation, l'humour noir, la sorcellerie et les effets de terreur ». La revue Positif relève « le rythme et la qualité des effets spéciaux à l'ancienne ». Charlie Hebdo qualifie le film pour sa part de « formidable série B critique ».
Le film recueille 92 % de critiques positives, avec une note moyenne de 7,6/10 et sur la base de 260 critiques collectées, sur le site internet Rotten Tomatoes. Sur Metacritic, il obtient un score de 83/100 sur la base de 32 critiques collectées.

### Box-office
| Pays ou région | Box-office      | Date d'arrêt du box-office | Nombre de semaines |
| -------------- | --------------- | -------------------------- | ------------------ |
| Mondial        | 86 739 560 $    | 17 janvier 2010            |                    |
| États-Unis     | 42 100 625 $    | 6 août 2009                | 10                 |
| France         | 513 513 entrées | 30 juin 2009               | 5                  |

## Distinctions
Le film remporte en 2010 le Saturn Award du meilleur film d'horreur et reçoit quatre autres nominations au cours de la même cérémonie : meilleure actrice pour Alison Lohman, meilleure actrice dans un second rôle pour Lorna Raver, meilleure musique et meilleurs maquillages.

## Clins d’œil
Dans le film, la voiture que conduit Mme Ganush est une Oldsmobile Delta 88 jaune. Ce modèle est identique à la voiture de Ash Williams, le héros d’Evil Dead, la série de films d'horreur qui a fait connaître Sam Raimi. Cette voiture est également présente dans d'autres films du réalisateur.
Le nom du personnage incarné par David Paymer est un hommage à James Jacks, un ami producteur de Sam Raimi.